# Senou Coulibaly
Senou Coulibaly, né le 4 septembre 1994 à Pontoise, est un footballeur international malien qui joue au poste de défenseur central à l'Omónia Nicosie. il possède également la nationalité française.

## Biographie

### Parcours amateur
Natif de Pontoise, Senou Coulibaly commence le football à l'âge de 9 ans dans le club de sa ville natale, le Cergy-Pontoise FC.
En 2014, alors qu'il joue en U19 à l'Entente Sannois Saint-Gratien et est persuadé de ne jamais pouvoir gagner d'argent en jouant au football, il songe à arrêter définitivement ce sport, afin de travailler dans une pizzeria de Cergy en tant que livreur. Cependant, ses amis l'en dissuadent, et il reprend le football en 2015 dans le club de ses débuts, le Cergy Pontoise FC. 
Il effectue de bonnes performances en district, et est sélectionné pour intégrer l'équipe régionale d'Île-de-France, qui dispute les barrages de qualification à la Coupe des régions de l'UEFA. Il joue deux des trois rencontres disputées par son équipe, et tape dans l'œil de Robert Mendy, alors entraîneur adjoint de la sélection francilienne mais surtout entraîneur du FC Mantois, qui lui propose alors de rejoindre son club, alors en CFA 2 (cinquième division). Malgré les convoitises de AS Saint-Ouen-l'Aumône, équipe également pensionnaire de CFA 2 et située juste à côté de sa ville natale, ce qui lui permettrait de rester à proximité de cette dernière, il accepte finalement l'offre de Robert Mendy et signe au FC Mantois.
Il effectue une saison pleine du côté de Mantes-la-Jolie en disputant 25 des 30 rencontres de championnat, à chaque fois en tant que titulaire.

### Au Dijon FCO
À la fin de la saison 2017-2018, il effectue deux essais avec le Dijon FCO, qui évolue alors au plus haut échelon du football professionnel, en Ligue 1, et qui est réputé pour fréquemment procéder au recrutement de joueurs issus du monde amateur. Le 13 juin 2018, peu après le second essai, il signe son premier contrat professionnel (d'une durée de deux ans) avec le club costalorien.
Il fait ses débuts professionnels en faveur de Dijon lors d'une victoire 2-1 en Ligue 1 contre le Montpellier HSC, le 11 août 2018, où il marque le but de la victoire dans le temps additionnel sur corner.
Pour sa première saison au plus haut niveau du football français, Senou Coulibaly n'a que peu de temps de jeu (neuf apparitions en Ligue 1 dont cinq titularisations plus deux matchs de barrage face au RC Lens), et s'est notamment négativement illustré le 9 mars 2019 lors de la rencontre opposant son club au Stade de Reims, en laissant ses coéquipiers à dix dès la première minute de jeu après une faute en tant que dernier défenseur sur Boulaye Dia.
La saison suivante, bien qu'il ne parvient toujours pas à s'imposer en tant que titulaire (notamment à cause de blessures à répétitions), il prolonge son contrat avec le club dijonnais de trois années le 23 août 2019.
Pour sa troisième saison dans l'élite, il gagne sa place de titulaire aux côtés de Bruno Ecuele Manga, effectue de belles performances, mais ne peut malgré tout empêcher la relégation en Ligue 2 de son équipe, qui termine la saison 2020-2021 en tant que lanterne rouge du championnat.
Les bonnes performances de Coulibaly suscitent les intérêts de plusieurs équipes dans l'Hexagone mais aussi en outre-Manche (notamment des Glasgow Rangers, et d'Huddersfield Town,,), mais il reste malgré tout à Dijon, et prolonge son contrat jusqu'en 2024 le 19 octobre 2021,.
Lors de sa saison découverte en Ligue 2, il porte pour la première fois le brassard de capitaine du Dijon FCO le 12 mars 2022 face à Valenciennes en l'absence de Daniel Congré, blessé au genou plus tôt cette semaine à l'entraînement, match au cours duquel il reçoit un carton rouge direct pour un contact irrégulier en position de dernier défenseur sur l'attaquant nordiste Ugo Bonnet.
À la fin de la saison 2021-2022, malgré une saison en dent de scie du DFCO et une onzième place bien loin des attentes espérées, Senou Coulibaly attire toujours les convoitises d'autres clubs, notamment du club mexicain du Club León, qui effectue une offre de plus d'un million d'euros au club costalorien.
Le joueur décide tout de même de rester au club, se sentant bien au sein de la ville de Dijon et optimiste à propos d'une remontée en Ligue 1.
La seconde saison de Coulibaly en Ligue 2 est bien moins bonne que la précédente, Dijon étant notamment éliminé de la Coupe de France dès le premier match face à Saint-Pryvé Saint-Hilaire, alors pensionnaire de National 2, la quatrième division française.
Pire encore, le DFCO, qui est pourtant l'un des plus gros budgets du championnat, se retrouve relégué en National, finissant à la 18e après une saison très décevante et une défaite chaotique 0-1 lors de la dernière journée du championnat face au Havre.
Individuellement, la saison de Coulibaly est également décevante, le joueur ayant perdu sa place de titulaire à l'arrivée de Pascal Dupraz en tant que nouvel entraîneur de l'équipe en remplacement d'Omar Daf,.

### À Chypre
À la suite de la relégation du DFCO en National, Senou Coulibaly ressent l'envie de s'expatrier et de tenter une nouvelle expérience à l'étranger, et est ainsi transféré au club chypriote de l'Omónia Nicosie,, tenant du titre de Coupe de Chypre et qui a terminé sixième du dernier championnat en date, y signant un contrat de deux ans avec une troisième année en option.
Avec le club de la capitale chypriote, Coulibaly découvre un tout nouveau pays, un tout nouveau championnat, mais également les compétitions européennes professionnelles. En effet, l'Omónia ayant remporté la dernière Coupe de Chypre, il participe aux phases qualificatives de la Ligue Europa Conférence, afin de tenter de se qualifier pour les phases de groupe de la compétition.
Le joueur effectue ainsi ses débuts en Ligue Europa Conférence en disputant les deux matchs du second tour de qualification face au club azéri du FK Qabala, et s'illustre notamment lors du match retour à domicile au Stade GSP en marquant un but et en délivrant une passe décisive pour son coéquipier hongrois Ádám Lang, contribuant au succès de son équipe 4 buts à 1, synonyme de qualification pour le troisième tour de qualifications, étape à laquelle le voyage européen s'arrête pour l'Omónia, ayant été défait sur le score de 5 buts à 1 par le club danois du FC Midtjylland après avoir remporté le match aller sur la plus petite des marges.
Le 27 janvier 2024, alors qu'il effectue son retour de suspension à la suite d'une trop grosse accumulation de cartons jaunes, il est exclu en toute fin de match contre le Paphos FC à la suite d'un mauvais geste d'humeur sur un joueur adverse.

### En sélection nationale
Ayant fait part de sa volonté de porter le maillot des Aigles du Mali, Senou Coulibaly est convoqué pour la première fois par le sélectionneur Mohamed Magassouba en juin 2019 pour affronter la Guinée et le Tchad dans le cadre des Qualifications à la CAN 2021, bien que son entraîneur à Dijon, Stéphane Jobard, déclare que son joueur n'est pas en mesure de jouer à cause d'une blessure.
Finalement, Coulibaly fait sa première apparition sous les couleurs du Mali le 11 juin 2021 lors d'un match amical contre la République démocratique du Congo.
Fin 2021, il est sélectionné pour participer à la CAN 2021 au Cameroun avec le Mali, mais ne joue finalement pas la moindre minute au cours de la compétition.
| # | Date             | Stade                                       | Adversaire                       | Score final | Compétition                                         |
| - | ---------------- | ------------------------------------------- | -------------------------------- | ----------- | --------------------------------------------------- |
| 1 | 11 juin 2021     | Stade olympique d'El Menzah, Tunis, Tunisie | République démocratique du Congo | 1-1         | Match amical                                        |
| 2 | 10 octobre 2021  | Nyayo National Stadium, Nairobi, Kenya      | Kenya                            | 0-1         | Éliminatoires de la Coupe du monde de football 2022 |
| 3 | 14 novembre 2021 | Stade Adrar, Agadir, Maroc                  | Ouganda                          | 1-0         | Éliminatoires de la Coupe du monde de football 2022 |

## Statistiques
| Saison                | Club                  | Championnat           | Championnat | Championnat | Championnat | Coupe nationale | Coupe nationale | Coupe nationale | Coupe de la Ligue | Coupe de la Ligue | Coupe de la Ligue | Supercoupe | Supercoupe | Supercoupe | Compétition(s) continentale(s) | Compétition(s) continentale(s) | Compétition(s) continentale(s) | Compétition(s) continentale(s) | Séries | Séries | Séries | Total | Total | Total |
| Saison                | Club                  | Division              | M.          | B.          | P.d.        | M.              | B.              | P.d.            | M.                | B.                | P.d.              | M.         | B.         | P.d.       | Comp.                          | M.                             | B.                             | P.d.                           | M.     | B.     | P.d.   | M.    | B.    | P.d.  |
| 2017-2018             | FC Mantois            | National 2            | 25          | 0           | -           | -               | -               | -               | -                 | -                 | -                 | -          | -          | -          | -                              | -                              | -                              | -                              | -      | -      | -      | 25    | 0     | 0     |
| Sous-total            | Sous-total            | Sous-total            | 25          | 0           | -           | -               | -               | -               | -                 | -                 | -                 | -          | -          | -          | -                              | -                              | -                              | -                              | -      | -      | -      | 25    | 0     | 0     |
| 2018-2019             | Dijon FCO             | Ligue 1               | 9           | 1           | 0           | 3               | 0               | 0               | 1                 | 0                 | 0                 | -          | -          | -          | -                              | -                              | -                              | -                              | 2      | 0      | 0      | 15    | 1     | 0     |
| 2019-2020             | Dijon FCO             | Ligue 1               | 9           | 0           | 0           | 2               | 0               | 0               | 1                 | 0                 | 0                 | -          | -          | -          | -                              | -                              | -                              | -                              | -      | -      | -      | 12    | 0     | 0     |
| 2020-2021             | Dijon FCO             | Ligue 1               | 22          | 2           | 0           | -               | -               | -               | -                 | -                 | -                 | -          | -          | -          | -                              | -                              | -                              | -                              | -      | -      | -      | 22    | 2     | 0     |
| 2021-2022             | Dijon FCO             | Ligue 2               | 30          | 2           | 0           | -               | -               | -               | -                 | -                 | -                 | -          | -          | -          | -                              | -                              | -                              | -                              | -      | -      | -      | 30    | 2     | 0     |
| 2022-2023             | Dijon FCO             | Ligue 2               | 27          | 0           | 0           | 1               | 0               | 0               | -                 | -                 | -                 | -          | -          | -          | -                              | -                              | -                              | -                              | -      | -      | -      | 28    | 0     | 0     |
| Sous-total            | Sous-total            | Sous-total            | 97          | 5           | 0           | 6               | 0               | 0               | 2                 | 0                 | 0                 | -          | -          | -          | -                              | -                              | -                              | -                              | 2      | 0      | 0      | 107   | 5     | 0     |
| 2023-2024             | Omónia Nicosie        | Championnat Cyta      | 18          | 0           | 0           | 5               | 0               | 0               | -                 | -                 | -                 | 1          | 0          | 0          | C4                             | 4                              | 1                              | 1                              | 9      | 0      | 0      | 37    | 1     | 1     |
| 2024-2025             | Omónia Nicosie        | Championnat Cyta      | 23          | 3           | 0           | 3               | 0               | 0               | -                 | -                 | -                 | -          | -          | -          | C4                             | 13                             | 3                              | 0                              | 9      | 0      | 0      | 48    | 6     | 0     |
| 2025-2026             | Omónia Nicosie        | Championnat Cyta      | -           | -           | -           | -               | -               | -               | -                 | -                 | -                 | -          | -          | -          | C4                             | 3                              | 0                              | 1                              | -      | -      | -      | 3     | 0     | 1     |
| Sous-total            | Sous-total            | Sous-total            | 41          | 3           | 0           | 8               | 0               | 0               | -                 | -                 | -                 | 1          | 0          | 0          | -                              | 20                             | 4                              | 2                              | 18     | 0      | 0      | 88    | 7     | 2     |
| Total sur la carrière | Total sur la carrière | Total sur la carrière | 163         | 8           | 0           | 14              | 0               | 0               | 2                 | 0                 | 0                 | 1          | 0          | 0          | -                              | 20                             | 4                              | 2                              | 20     | 0      | 0      | 220   | 12    | 2     |

## Palmarès
Senou Coulibaly est finaliste de la Coupe de Chypre en 2024 et de la Supercoupe de Chypre en 2023 avec l'Omónia Nicosie.